# Пеллегрино да Сан-Даниэле
Пеллегрино да Сан-Даниэле, также известен как Мартино да Удине (итал. Pellegrino da San Daniele, Martino da Udine; 1467—1547) —итальянский живописец эпохи Возрождения и начала маньеризма, родом из венецианской Террафермы («Tвёрдой земли») провинции Фриули на севере Италии.

## Биография
Художник родился в Сан-Даниеле-дель-Фриули, коммуне в Италии, в регионе Фриули-Венеция-Джулия, провинции Удине. Отсюда его прозвание.
В родном городе он посещал мастерскую Антонио да Фиренце, а затем Доменико да Толмеццо. Со временем он испытал влияние искусства Порденоне, учителем которого он был вначале. Его привлекало творчество выдающихся венецианских живописцев того времени, в первую очередь Андреа Мантеньи и Джованни Беллини, а также последующие живописные тенденции Чимы да Конельяно, Бартоломео Монтаньи и феррарских художников. Был на службе при дворе герцога Эрколе II д’Эсте в Ферраре, но выполненные там работы не сохранились.
По возвращении во Фриули, новые знания, полученные при дворе д’Эсте, сделали его искусство зрелым и ему удалось воплотить такие крупные произведения, как «Благовещение» и росписи створок органа собора Сан-Франческо. Но прежде всего Пеллегрино прославился циклом фресок в церкви Сант-Антонио-Абате, Сан-Даниеле-дель-Фриули (1497—1498).
Среди его учеников помимо Порденоне были Лука Монверде, Антонио Флориани, Джироламо да Удине и Себастьяно Флориджерио.

## Галерея

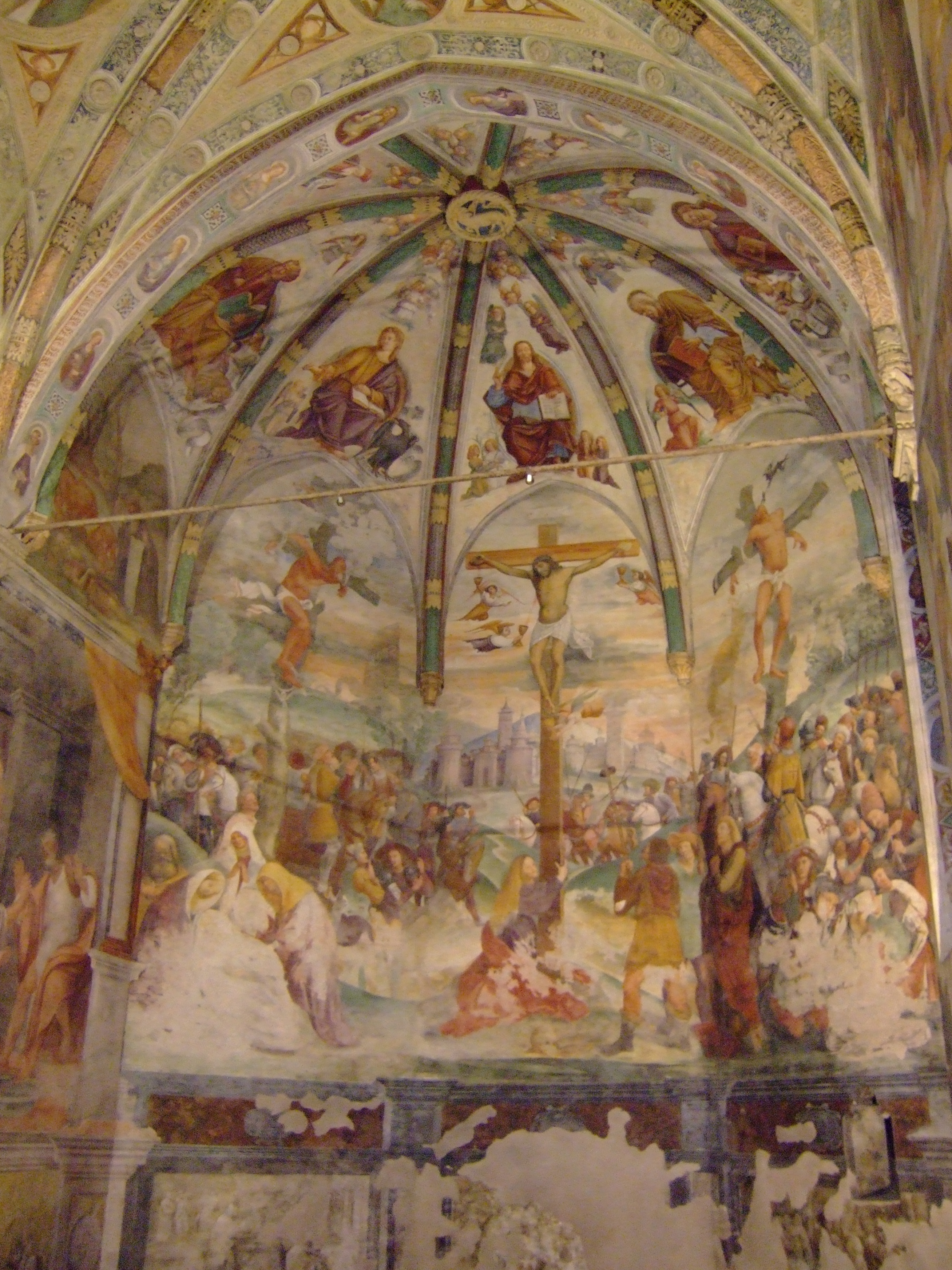
Голгофа. 1497—1498. Фрески апсиды церкви Сант-Антонио-Абате, Сан-Даниеле-дель-Фриули
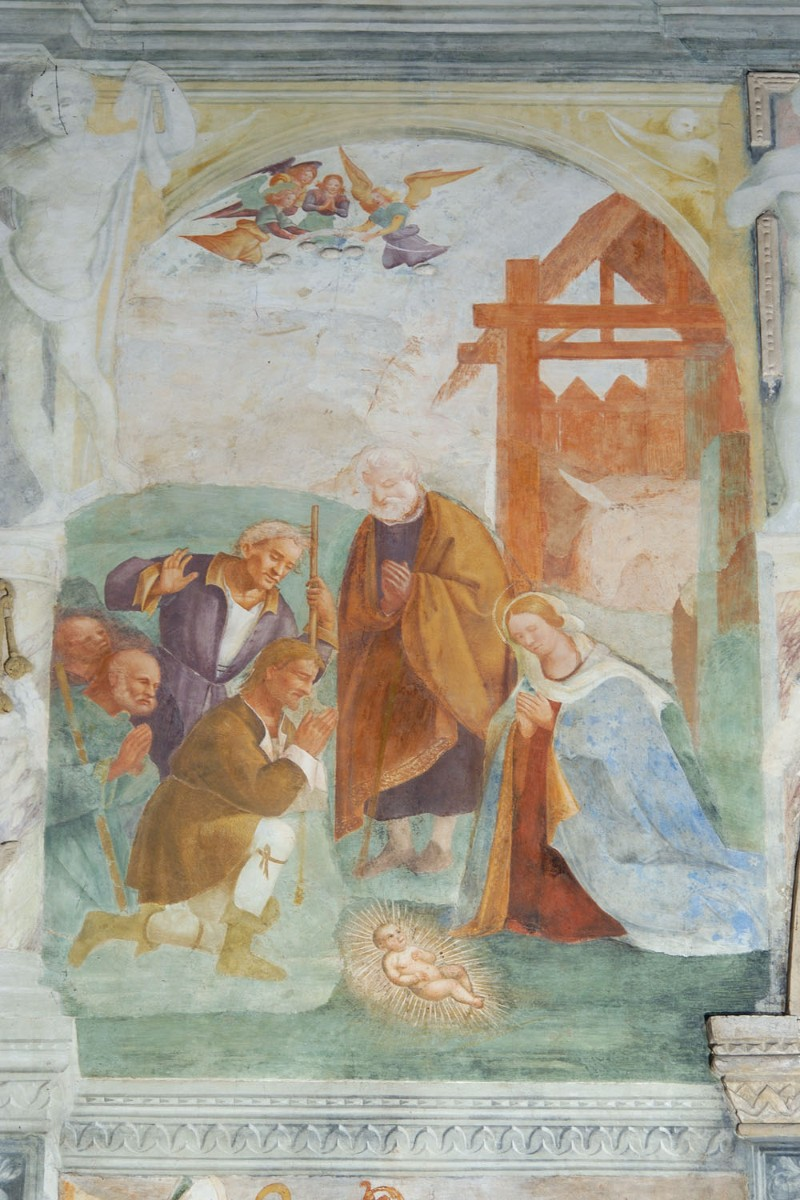
Поклонение пастухов. Фреска церкви Сант-Антонио-Абате, Сан-Даниеле-дель-Фриули
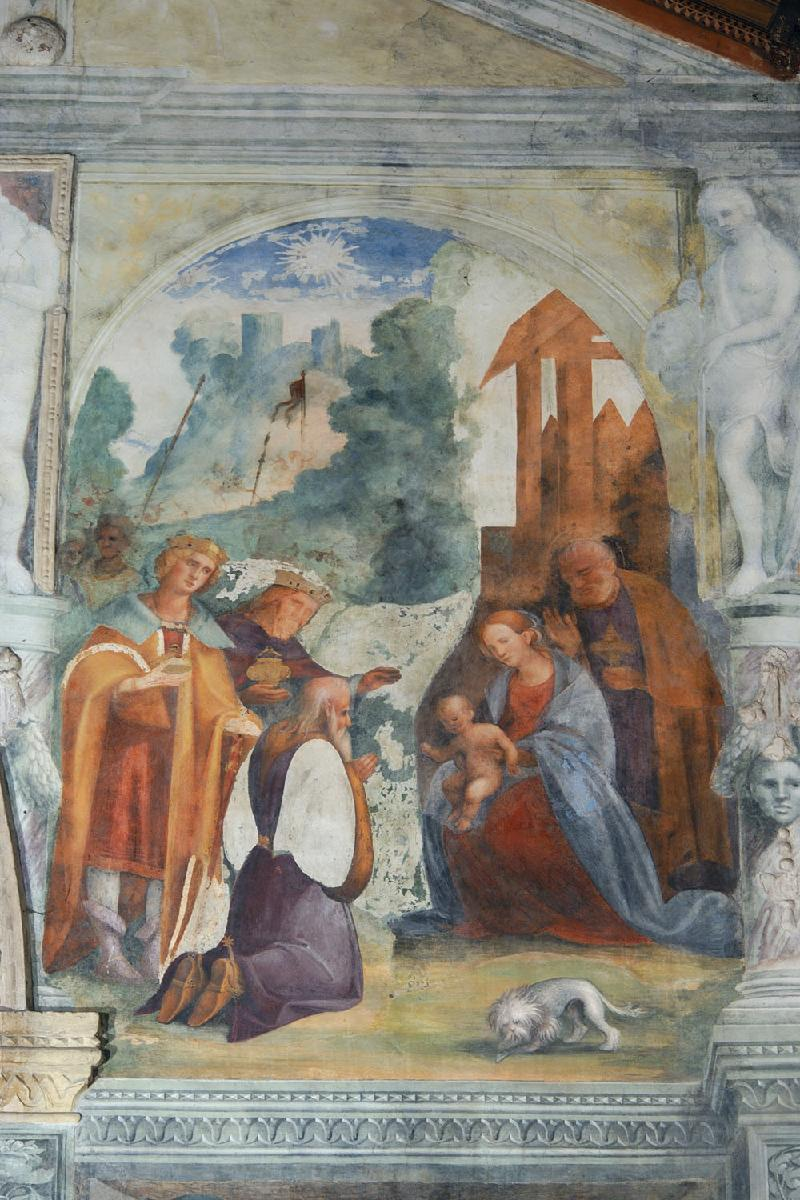
Поклонение волхвов. Фреска церкви Сант-Антонио-Абате, Сан-Даниеле-дель-Фриули
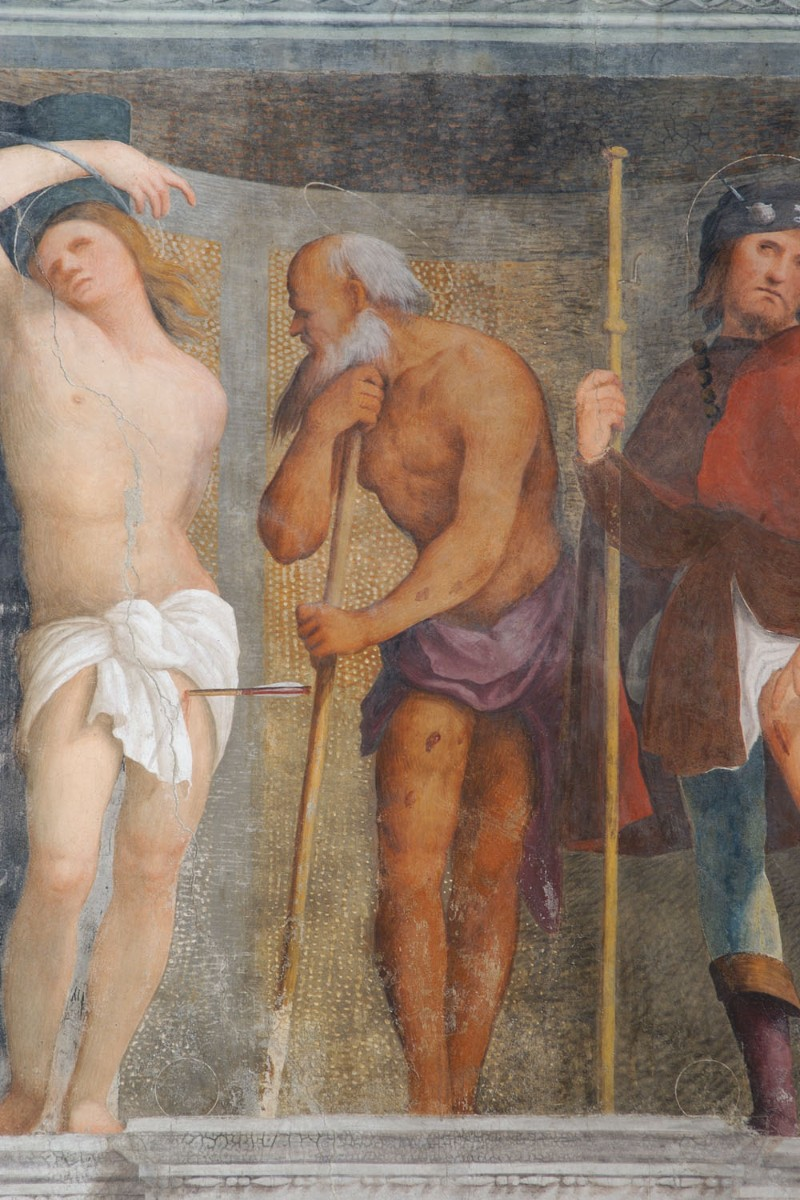
Святые Себастьян, Лазарь и Рох. Фреска церкви Сант-Антонио-Абате, Сан-Даниеле-дель-Фриули
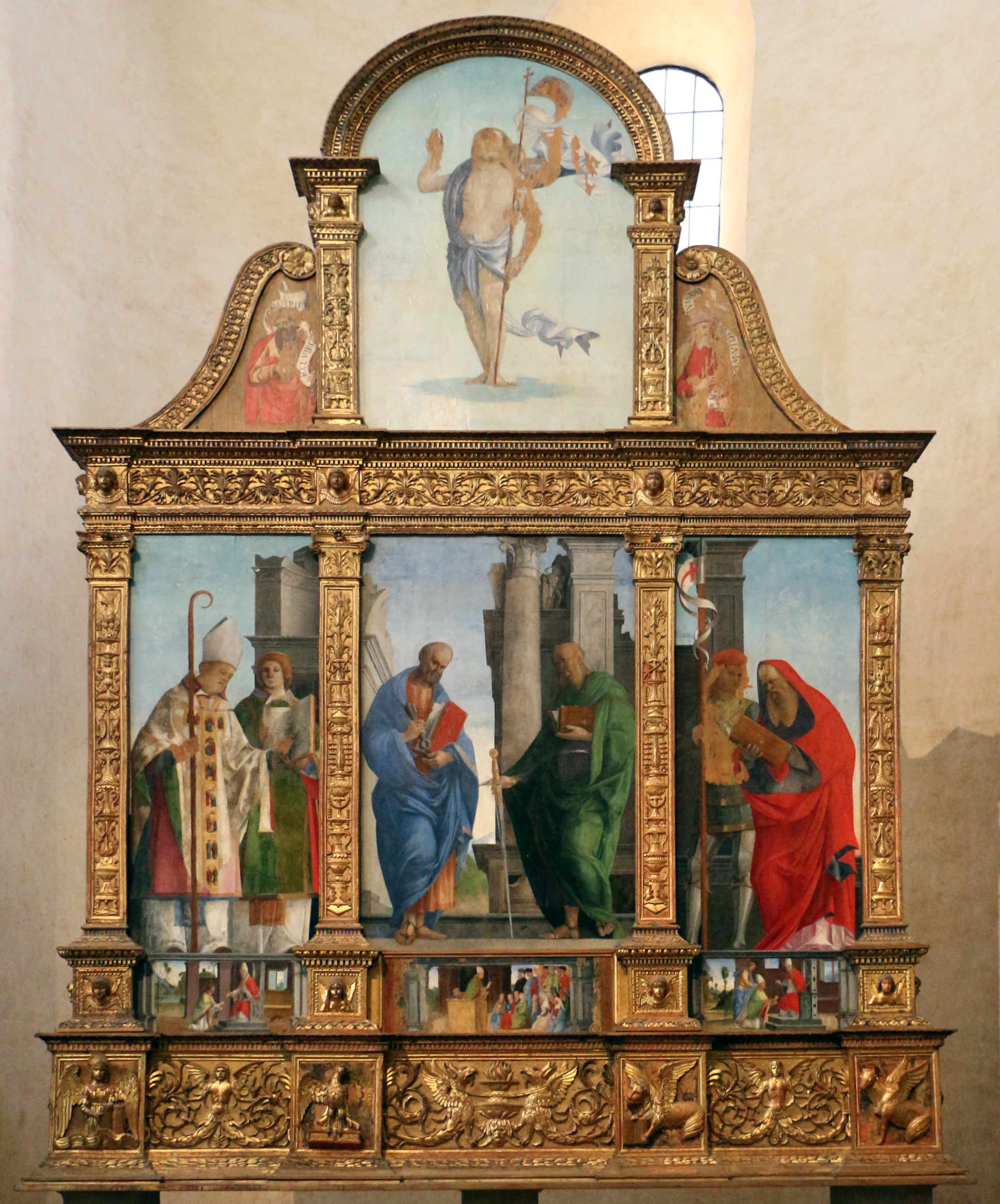
«Полиптих Аквилеи». 1503. Дерево, масло. Патриаршая базилика, Аквилея
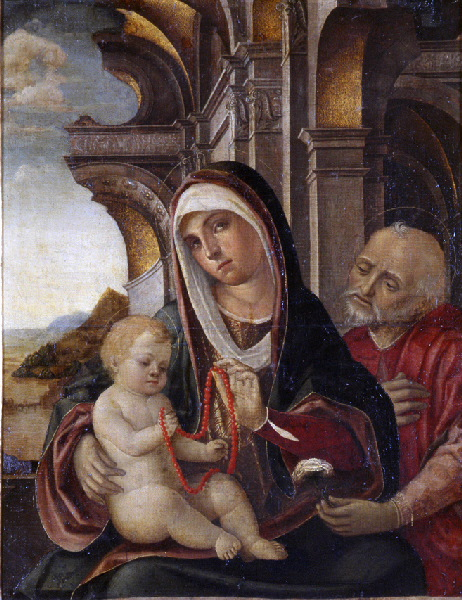
Святое семейство. Музей изящных искусств, Страсбург
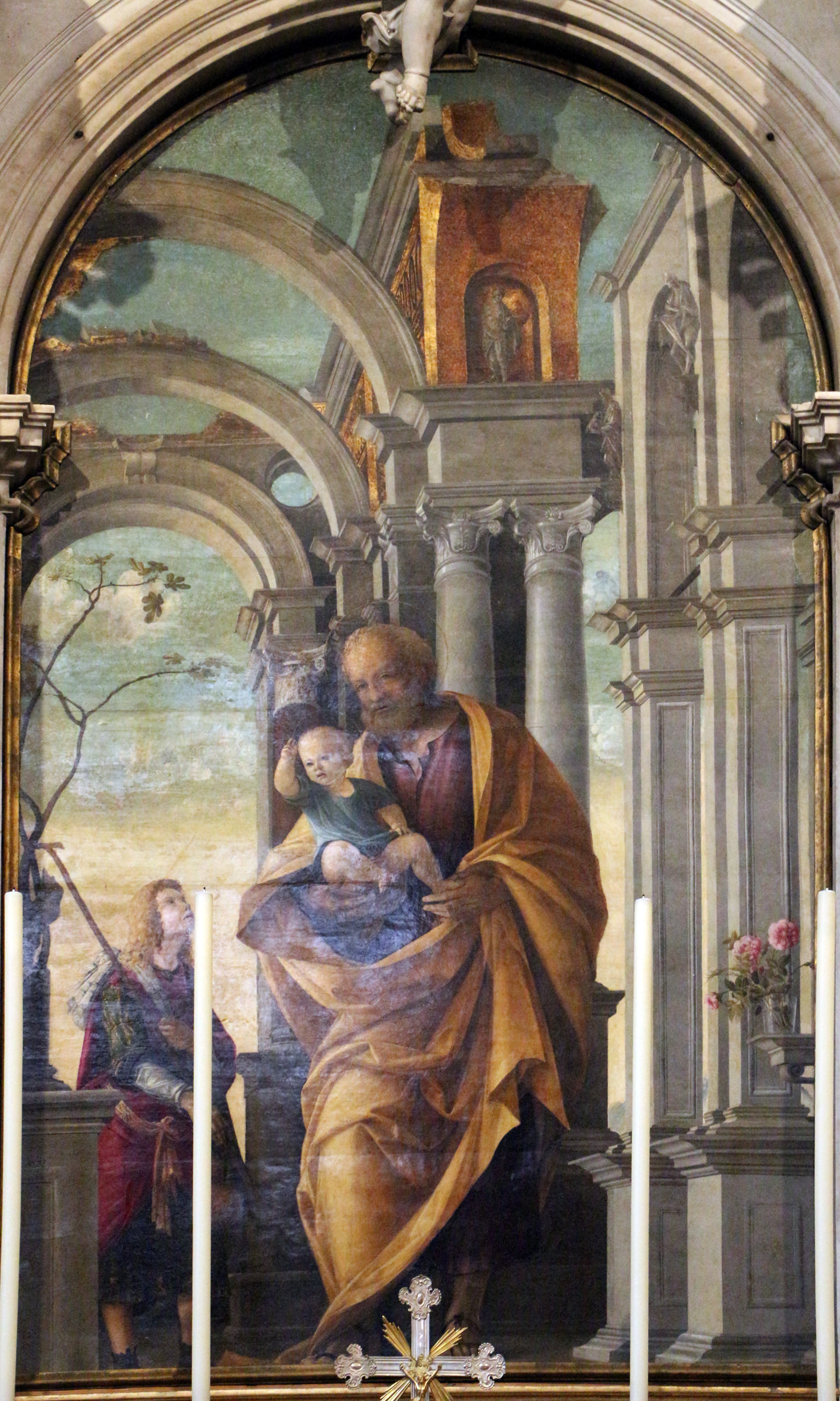
Святой Иосиф с Младенцем. 1500—1501. Городской собор, Удине
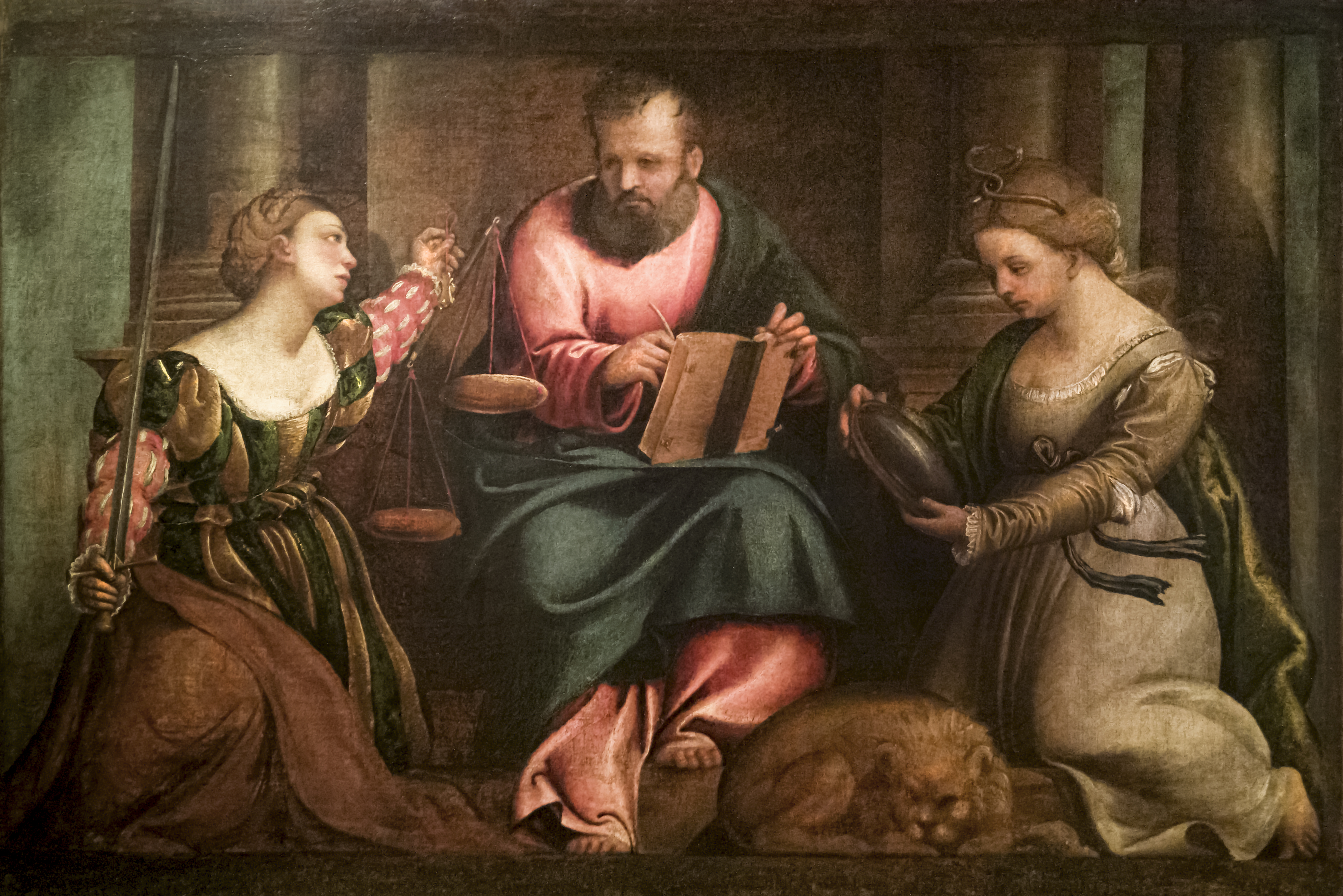
Святой Марк между Справедливостью и Благоразумием. Дерево, масло. Музей венецианского сеттеченто, Ка-Реццонико, Венеция